# Bellefond, Côte-d'Or
Bellefond är en kommun i departementet Côte-d'Or i regionen Bourgogne-Franche-Comté i östra Frankrike. Kommunen ligger i kantonen Fontaine-lès-Dijon som tillhör arrondissementet Dijon. År 2022 hade Bellefond 918 invånare.

## Befolkningsutveckling
Antalet invånare i kommunen Bellefond
Referens:INSEE